# Сопоцько, Михал
Ми́хал Сопо́цько (пол. Michał Sopoćko, 1 ноября 1888 года, Новосады, Виленский край (сегодня — Воложинский район Минской области), Российская империя — 15 февраля 1975 года, Белосток, Польша) — католический священник, блаженный Римско-Католической церкви, основатель женской монашеской конгрегации «Сёстры Милосердного Иисуса», исповедник святой Фаустины Ковальской.

## Биография
После окончания средней школы в городе Ошмяны в 1910 году вступил в Духовную семинарию в Вильне, по окончании которой в 1914 году был рукоположен в священника. C 1914 по 1918 год был викарием в селе Таборишки. C 1918 по 1932 год был капелланом Войска Польского. В 1926 году защитил научную степень доктора теологии. Будучи капелланом, с 1927 года по 1932 год был духовным отцом в виленской Духовной семинарии. В 1934 году стал профессором Варшавского университета.
Долгое время с 1928 по 1962 год был профессором теологии на теологическом факультете виленского Университета Стефана Батория и в Высшей Духовной семинарии в Белостоке.
В 1941 году основал женскую монашескую конгрегацию «Сёстры Милосердного Иисуса». В 1942 году покинул Вильнюс из-за нацистского преследования и обосновался в местечке Чарны-Бур, где находился до 1944 года.
Будучи исповедником монахини Фаустины Ковальской, заинтересовался почитанием Божьего Милосердия и стал его проповедником, обосновав этот культ своими теологическими сочинениями.
Скончался 15 февраля 1975 года в Белостоке и был похоронен на кладбище прихода Успения Пресвятой Девы Марии в Белостоке.

## Прославление
30 ноября 1988 года его останки были эксгумированы и перезахоронены в Церкви Божьего Милосердия в Белостоке. В 1993 году в Белостокской архиепархии начался процесс беатификации. В 2004 году римский папа Иоанн Павел II объявил о героических добродетелях Михала Сопоцько. 17 января 2007 года римский папа Бенедикт XVI издал указ о признании чуда, сотворённого по молитве к Михалу Сопоцько.
28 сентября 2008 года кардинал Анджело Амато прочитал указ римского папы Бенедикта XVI о причислении Михала Сопоцько к лику блаженных в церкви Божьего Милосердия в Белостоке.
День памяти в Католической церкви — 15 февраля.